# الكون الأحدب
الكون الأحدب كتاب من تأليف الدكتور عبد الرحيم بدر ويتناول فيهِ شرح مبسط عن نظرية النسبية للعالم الفيزيائي ألبرت أينشتاين، وطبع الكتاب في عام 1962م ثم طبع عدة طبعات أخرى من عدة دور طباعة ومنها مكتبة النهضة في بغداد، ودار القلم في بيروت.
استطاع الكاتب بإسلوب مبسط أن يشرح للقارئ المشاكل التي تعالجها تلك النظرية، حيث يأتي على عرض أصولها وتاريخ فكرتها، وفرعيها الرئيسيين: النسبية الخاصة والنسبية العامة، وتطبيقاتهما في العلوم الطبيعية.
وقد تكون غرابة النظرية النسبية هي التي توحي بأنها صعبة الفهم لذا فقد كان الهدف من الكتاب أن يجعل القارئ يكوّن فكرة واضحة عنها، فلا يظن أنها من الصعوبة بحيث لا يتسنى فهمها إلا لأشخاص موهوبين.